# Elizabeth Yianni-Georgiou
Elizabeth Yianni-Georgiou (auch Lizzie Yianni-Georgiou) ist eine Maskenbildnerin, die bei der Oscarverleihung 2015 zusammen mit David White für den Oscar in der Kategorie Bestes Make-up und Beste Frisuren für ihre Arbeit bei Guardians of the Galaxy nominiert war. Sie war für diesen Film zusammen mit White ebenfalls für einen British Academy Film Award in der Kategorie Beste Maske nominiert. Ihre Arbeit an den Filmen An Education und We Want Sex brachten ihr 2010 und 2011 zwei weitere Nominierungen in dieser Kategorie ein. Yianni-Georgiou ist seit Mitte der 1980er Jahre aktiv und war an über 60 Film- und Fernsehproduktionen bezeichnet. Sie hat drei Töchter, die Schauspielerinnen Bella Georgiou und Alannah Olivia sowie die Medienjournalistin Phoebe Georgiou.

## Filmographie (Auswahl)
- 1984: A Voyage Round My Father (Fernsehfilm)
- 1987: The Growing Pains of Adrian Mole (Fernsehserie)
- 1989: T-Bag and the Revenge of the T-Set (Fernsehserie)
- 1994: A Very Open Prison (Fernsehfilm)
- 1995: Agony Again (Fernsehserie)
- 1996: Was ihr wollt (Twelfth Night)
- 1997: Ein Fall für die Borger (The Borrowers)
- 1998: Anwältinnen küsst man nicht (What Rats Won't Do)
- 1999: Notting Hill
- 2000: Chocolat – Ein kleiner Biss genügt (Chocolat)
- 2001: Band of Brothers – Wir waren wie Brüder (Band of Brothers)
- 2002: Thunderpants
- 2004: If Only
- 2005: Ripley Under Ground
- 2006: Penelope
- 2007: The Trial of Tony Blair (Fernsehfilm)
- 2008: Tintenherz
- 2009: An Education
- 2010: We Want Sex (Made in Dagenham)
- 2010: The Social Network
- 2011: The Deep Blue Sea
- 2012: Dark Shadows
- 2012: Das Bourne Vermächtnis (The Bourne Legacy)
- 2013: Thor – The Dark Kingdom (Thor: The Dark World)
- 2014: Guardians of the Galaxy